# Phoebus Apollo Aviation
Phoebus Apollo Aviation es una aerolínea con base en Johannesburgo, Sudáfrica. Funciona como operador regular así como escuela de vuelo e instalaciones de mantenimiento e ingeniería.

## Flota
La flota de Phoebus Apollo Aviation incluye los siguientes aviones, con una edad media de 51.7 años (a junio de 2020):
| McDonnell Douglas DC-9-32 | 2 | — |  |  |  |  |
| Total                     | 2 | — |  |  |  |  |

## Flota Histórica
- 1 Douglas DC-4 Skymaster
- 1 ATL-98 Carvair
- 1 Douglas DC-3 Skytrain